# Список наград и номинаций Garbage
Это полный список наград и номинаций, которые были получены шотландско-американской рок-группой Garbage. Группа была удостоена двадцати семи номинаций, среди которых номинации на премии «Грэмми» и BRIT Awards, а также восьми наград.

## Список наград

### Премия «Грэмми»
| Год  | Категория                                          | Номинант      | Результат | Победитель                                     |
| ---- | -------------------------------------------------- | ------------- | --------- | ---------------------------------------------- |
| 1997 | Лучший новый исполнитель                           | Garbage       | Номинация | Лиэнн Раймс                                    |
| 1997 | Лучшая рок-песня                                   | «Stupid Girl» | Номинация | Трэйси Чэпмен «Give Me One Reason»             |
| 1997 | Лучшее вокальное рок-исполнение дуэтом или группой | «Stupid Girl» | Номинация | Дэйв Мэтьюс «So Much to Say»                   |
| 1999 | Лучший альбом года                                 | Version 2.0   | Номинация | Лорин Хилл The Miseducation of Lauryn Hill     |
| 1999 | Лучший рок-альбом                                  | Version 2.0   | Номинация | Шерил Кроу The Globe Sessions                  |
| 2000 | Лучшая рок-песня                                   | «Special»     | Номинация | Red Hot Chili Peppers «Scar Tissue»            |
| 2000 | Лучшее вокальное рок-исполнение дуэтом или группой | «Special»     | Номинация | Карлос Сантана и Эверласт «Put Your Lights On» |

### BRIT Awards
| Год  | Категория                   | Номинант | Результат | Победитель       |
| ---- | --------------------------- | -------- | --------- | ---------------- |
| 1996 | Лучшая международная группа | Garbage  | Номинация | Bon Jovi         |
| 1996 | Лучшая международная группа | Garbage  | Номинация | Мориссетт Аланис |

### MTV Europe Music Awards
| Год  | Категория              | Номинант      | Результат | Победитель                |
| ---- | ---------------------- | ------------- | --------- | ------------------------- |
| 1996 | Лучший дебют           | Garbage       | Победа    | Garbage                   |
| 1996 | Лучшее группа          | Garbage       | Номинация | Oasis                     |
| 1996 | Лучшая песня           | «Stupid Girl» | Номинация | Oasis «Wonderwall»        |
| 1998 | Лучшая группа          | Garbage       | Номинация | Spice Girls               |
| 1998 | Лучший рок-исполнитель | Garbage       | Номинация | Aerosmith                 |
| 1998 | Видео года             | «Push It»     | Номинация | Massive Attack «Teardrop» |

### MTV Video Music Awards
| Год  | Категория                    | Номинант      | Результат | Победитель                                      |
| ---- | ---------------------------- | ------------- | --------- | ----------------------------------------------- |
| 1996 | Прорыв                       | «Queer»       | Номинация | The Smashing Pumpkins «Tonight, Tonight»        |
| 1996 | Лучшее видео дебютанта       | «Stupid Girl» | Номинация | Мориссетт Аланис «Ironic»                       |
| 1998 | Лучшее видео группы          | «Push It»     | Номинация | Backstreet Boys «Everybody (Backstreet's Back)» |
| 1998 | Лучшее альтернативное видео  | «Push It»     | Номинация | Green Day «Good Riddance (Time of Your Life)»   |
| 1998 | Прорыв                       | «Push It»     | Номинация | The Prodigy «Smack My Bitch Up»                 |
| 1998 | Лучшая режиссура             | «Push It»     | Номинация | Мадонна «Ray of Light»                          |
| 1998 | Лучший монтаж                | «Push It»     | Номинация | Мадонна «Ray of Light»                          |
| 1998 | Лучшая художественная работа | «Push It»     | Номинация | Бьорк «Bachelorette»                            |
| 1998 | Лучшая операторская работа   | «Push It»     | Номинация | Фиона Эппл «Criminal»                           |
| 1998 | Лучшие спецэффекты           | «Push It»     | Номинация | Мадонна «Frozen»                                |
| 1999 | Лучшие спецэффекты           | «Special»     | Победа    | Garbage «Special»                               |
| 1999 | Лучшая художественная работа | «Special»     | Номинация | Лорин Хилл «Doo Wop (That Thing)»               |

### MTV Movie Awards
| Год  | Категория             | Номинант   | Результат | Победитель         |
| ---- | --------------------- | ---------- | --------- | ------------------ |
| 1997 | Лучшая песня к фильму | «#1 Crush» | Номинация | Bush «Machinehead» |

### BMI Awards
| Год  | Категория              | Номинант      | Результат |
| ---- | ---------------------- | ------------- | --------- |
| 1997 | Лучшая поп-группа года | «Stupid Girl» | Победа    |
| 1999 | Лучшая поп-группа года | «Special»     | Победа    |

### WAMI Awards
| Год  | Категория                              | Номинант                  | Результат | Победитель                 |
| ---- | -------------------------------------- | ------------------------- | --------- | -------------------------- |
| 1997 | Песня года                             | «Stupid Girl»             | Победа    | -                          |
| 1999 | Песня года                             | «Special»                 | Победа    | -                          |
| 2000 | Песня года                             | «The World Is Not Enough» | Номинация | Citizen King «Better Days» |
| 2002 | Лучшая рок/альтернативная/метал группа | Garbage                   | Победа    | -                          |

### MVPA Music Video Awards
| Год  | Категория                        | Номинант  | Результат | Победитель                                     |
| ---- | -------------------------------- | --------- | --------- | ---------------------------------------------- |
| 1999 | Лучшее альтернативное видео года | «Push It» | Номинация | Squarepusher «Come On My Selector»             |
| 1999 | Лучший стиль                     | «Push It» | Номинация | The Smashing Pumpkins «Ava Adore»              |
| 1999 | Лучшая причёска                  | «Push It» | Номинация | Sugar Ray «Every Morning»                      |
| 1999 | Лучший грим                      | «Push It» | Победа    | Garbage «Push It» (Джина Монаки и Джефф Джадд) |
| 1999 | Лучшие спецэффекты               | «Special» | Номинация | Мадонна «Frozen»                               |